# Enzo Todisco
Enzo Todisco (* 22. April 1980 in St. Gallen, Schweiz) ist ein italienischer Fußballspieler.

## Karriere
Todisco begann seine Laufbahn bei der E-Jugend des FC St. Gallen, bei dem er auch die ganze Jugend lang blieb. Unter der Leitung des Meistertrainers Marcel Koller (1999/2000) spielte er als Nachwuchsspieler gegen Servette erstmals in der Nationalliga A. Im Jahr des St. Galler Meistertitels (2000) wurde er auch gegen Neuchâtel Xamax eingesetzt. In der folgenden Saison 2001/02 erhielt er einen Profivertrag, wurde jedoch an den FC Vaduz in Liechtenstein ausgeliehen. 
Im Spielsystem des Spielertrainers Uwe Wegmann konnte er seine Stärke nicht zum Vorschein bringen, weshalb er leihweise in der noch laufenden Saison zum Erstligisten FC Schaffhausen wechselte. Dort gewann er mit dem FC Schaffhausen die Meisterschaft und stieg in der Nationalliga B auf. Das 1. Jahr der Nati B stand für Enzo unter dem Stern des Pokals. Quasi im Alleingang bezwang er seinen Stammverein FC St. Gallen im Viertelfinale des nationalen Pokalwettbewerbs. Ende der Saison 2002/03 wurde er wieder nach St. Gallen in die Super League zurückgeholt. Dort kam er in der gesamten ersten Phase allerdings nicht zum Einsatz.
In der Winterpause (2003/04) verpflichtete ihn erneut der FC Schaffhausen. Wie zwei Jahre zuvor gewann er mit dem FCS die Meisterschaft, dieses Mal in der Challenge League, und stieg in die höchste Schweizer Profiliga auf. Im ersten Jahr (2004/05) der Super League erzielte Todisco sechs Treffer und war somit Torschützenkönig des FCS. In der Saison 2005/2006 erzielte er ebenfalls sechs Treffer und schloss wieder als FCS-Torschützenkönig ab. In der Saison 2006/07 war Enzo mit dem FC Schaffhausen nicht mehr in der Lage, den Ligaerhalt zu erreichen und stieg in die Challenge League ab.
Todisco spielte noch zwei weitere Jahre mit mäßigem Erfolg beim FCS in der Challenge League und wechselte zur Saison 2009/10 zum FC Gossau. Dort war er sofort als Stammspieler gesetzt, doch in 23 Spielen schoss er nur ein Tor und stieg mit dem Club in die 1. Liga ab.